# 临安专区
临安专区，中华人民共和国浙江省已撤销的专区，在今浙江省中部。1949年置，专员公署驻余杭县（今杭州市余杭区）。辖余杭、於潜、新登、孝丰、安吉、临安、武康、富阳、昌化9县。
1950年，原建德专区所属桐庐、分水2县划入临安专区。1951年，原由省直辖的杭县划入临安专区；后又划归杭州市。专区辖11县。
1953年，撤销临安专区；将新登、富阳2县改由省直辖；临安、余杭、昌化、於潜、孝丰、安吉、武康7县划归嘉兴专区；桐庐、分水2县划归金华专区。